# Kazakh
El kazakh és una llengua turquesa de la branca kiptxak, amb una forta relació amb el kirguís o el nogai, parlada per uns 8.300.000 kazakhs, especialment al Kazakhstan i també als països veïns. Té estatus oficial a la República d'Altai de Rússia. També és una llengua minoritària significativa a la prefectura autònoma d'Ili Kazakh a Xinjiang, Xina i a l'oest de la província de Bayan-Ölgii a Mongòlia. La llengua també la parlen molts kazakhs ètnics a tota l'antiga Unió Soviètica (uns 472.000 a Rússia segons el cens rus de 2010), Alemanya i Turquia.
Fins a la independència s'escrivia amb caràcters ciríl·lics, tot i que ara s'intenta introduir l'alfabet llatí.

## Fonologia
Algunes consonants kazakhes només poden aparèixer abans de determinades vocals: Г i K només es troben abans de les vocals frontals (Е, Ә, І, Ө, Ү), mentre que Ғ, Қ i Х només apareixen abans d'una vocal posterior (А, Ы, О, Ұ).
La lletra У es pronuncia [w] abans d'una vocal o al final d'una paraula, [ʊw] després d'una vocal frontal i [ʉw] després d'una vocal posterior.

### Consonants
El següent gràfic mostra l'inventari de consonants del kazakh estàndard; molts dels sons, però, són al·lòfons d'altres sons o només apareixen en préstecs recents. Els 18 fonemes consonàntics enumerats per Vajda no tenen parèntesis; ja que es tracta de fonemes, el seu lloc enumerat i la seva manera d'articular-se són molt generals i variaran del que es mostra. (/t͡s/ rarament apareix en la parla normal.) El kazakh té 19 fonemes consonàntics nadius; aquestes són oclusives /p, b, t, d, k, ɡ, q/, fricatives /s, z, ɕ, ʑ, ʁ/, nasals  /m, n, ŋ/, líquides /ɾ, l/ i dos lliscaments /w, j/. Els sons /f, v, χ, h, t͡s, t͡ɕ/ només es troben en préstecs. /ʑ/ s'escolta com una africada alveolopalatal [d͡ʑ] als dialectes kazakhs d'Uzbekistan i Xinjiang, Xina. Els sons [q] i [ʁ] es poden analitzar com al·lòfons de /k/ i /ɡ/ en paraules amb esquena vocals, però hi ha excepcions en els préstecs.
|            |            | Bilabial | Alveolar | Postalveola | Velar   | Uvular    |
| ---------- | ---------- | -------- | -------- | ----------- | ------- | --------- |
| Nasals     | Nasals     | m ⟨м/m⟩  | n ⟨н/n⟩  |             | ŋ ⟨ң/ñ⟩ | ŋ ⟨ң/ñ⟩   |
| oclusiva   | sorda      | p ⟨п/p⟩  | t ⟨т/t⟩  |             | k ⟨к/k⟩ | q ⟨қ/q⟩   |
| oclusiva   | sonora     | b ⟨б/b⟩  | d ⟨д/d⟩  |             | ɡ ⟨г/g⟩ |           |
| Fricativa  | sorda      |          | s ⟨с/s⟩  | ɕ ⟨ш/ş⟩     |         | (χ) ⟨х/h⟩ |
| Fricativa  | sonora     |          | z ⟨з/z⟩  | ʑ ⟨ж/j⟩     |         | (ʁ) ⟨ғ/ğ⟩ |
| Aproximant | Aproximant |          | l ⟨л/l⟩  | j ⟨й/i⟩     | w ⟨у/u⟩ |           |
| Bategant   | Bategant   |          | ɾ ⟨р/r⟩  |             |         |           |

- Les síl·labes obstruents amb veu, finalment es veuen devorades.[6]

### Vocals
El kazakh té un sistema de 12 vocals fonèmiques, 3 de les quals són diftongs. El contrast d'arrodoniment i /æ/ generalment només apareixen com a fonemes a la primera síl·laba d'una paraula, però es produeixen més tard al·lofònicament; vegeu la secció sobre harmonia a continuació per obtenir més informació. A més, el so /æ/ s'ha inclòs artificialment a causa de la influència de les llengües àrab, persa i, més tard, tàrtares durant el període islàmic. No obstant, pot trobar-se també en algunes paraules nadiues.
Segons Vajda, la qualitat davantera/darrera de les vocals és en realitat una de neutre en front a l'arrel de la llengua avançada.
Els valors fonètics es combinen amb el caràcter corresponent en l'alfabet ciríl·lic i llatí actual del Kazakh.
|         | Anterior | Central  | Posterior |
| ------- | -------- | -------- | --------- |
| Tancada | ɪ̞ ⟨і/ı⟩  | ʉ ⟨ү/ü⟩  | o̙ ⟨ұ/ū⟩   |
| Diftong | je̘ ⟨е/e⟩ | əj ⟨и/i⟩ | ʊw ⟨у/u⟩  |
| Mitjana | e ⟨э/e⟩  | ə ⟨ы/y⟩  | o̞ ⟨о/o⟩   |
| Oberta  | æ̝ ⟨ә/ä⟩  | ɵ ⟨ө/ö⟩  | ɑ̝ ⟨а/a⟩   |

|                    | anterior i central | anterior i central | Posterior        | Posterior |
| Sense arrodoniment | Amb arrodoniment   | Sense arrodoniment | Amb arrodoniment |           |
| ------------------ | ------------------ | ------------------ | ---------------- | --------- |
| Tancada            | ɪ̞ ⟨і/ı⟩            | ʏ̞ ⟨ү/ü⟩            | ə ⟨ы/y⟩          | o̙ ⟨ұ/ū⟩   |
| Oberta             | je̘ ⟨е/e⟩ / æ ⟨ә/ä⟩ | ɵ ⟨ө/ö⟩            | ɑ̝ ⟨а/a⟩          | o̞ ⟨о/o⟩   |

- Hi ha un debat important sobre el gràfic de fonemes vocals kazakhs, però totes les anàlisis coincideixen en un sistema de vuit vocals amb [æ] afegit artificialment a causa de la influència de l'àrab i el persa.
- La vocal /e̞/ es pronuncia sovint /je̞/ al començament de la paraula, amb una arrel excepcional e-. El kazakh urbà tendeix a palatalitzar tots els /e̞/, causats per la influència russa.[8]

### Harmonia vocàlica
L'harmonia vocàlica, típica de les llengües turques, és present al kazakh. Segons aquest principi, una mateixa paraula no pot contenir tant vocals anteriors com posteriors. Per aquest motiu, els sufixos generalment tenen almenys dues formes: per exemple, el sufix plural és -lar després d'una vocal posterior, però -ler després d'una vocal anterior.
El kazakh col·loquial distingeix un segon tipus d'harmonia vocàlica basada en l'arrodoniment de les vocals: өмір ömir ('vida') es pronuncia ömür.
L'harmonia vocàlica té moltes excepcions entre les paraules en préstec (principalment del rus): una paraula com республика respublïka ('república') conté tant vocals anteriors com posteriors.

### Accent
La majoria de les paraules en kazakh s'accentuen a l'última síl·laba, excepte:
- Quan es compten objectes, els nombres s'accentuen a la primera síl·laba, però s'accentuen a l'última síl·laba en nombres col·lectius amb el sufix -eu (bıreu, altau de bır, alty):

bır, ekı, üş, tört, bes, alty, jetı, ...
'un, dos, tres, quatre, cinc, sis, set, ...'
- Els pronoms definits i negatius s'accentuen a la primera síl·laba:

bärıne eşkımge
'a tothom, a ningú'

## Escriptura
L'escriptura kazakh s'ha canviat diverses vegades. Fins al 1929, l'escriptura àrab s'utilitzava al Kazakhstan. A principis del segle xx, a proposta d'Akhmet Baitursynuli, es van tenir en compte les característiques de la fonètica kazakh i es va utilitzar "escriptura taquigràfica" basada en gràfics àrabs. Els kazakhs a la Xina encara utilitzen aquest estil d'escriptura. Del 1929 al 1940 es va utilitzar l'escriptura llatina i des del 1940 fins a l'actualitat es va utilitzar l'alfabet ciríl·lic al Kazakhstan i a Mongòlia, mentre que a la regió xinesa de Xinjiang se sol escriure en alfabet àrab, per aquells acostumats a l'uigur.
A l'octubre del 2006, el president del Kazakhstan, Nursultan Nazarbàiev, es pronuncià a favor de llatinitzar l'escriptura del kazakh, en un període d'uns 10 o 12 anys, per un cost de 300 milions de dòlars. No obstant això, prengué la decisió de no avançar-se, i deixar-ho per a més endavant. A partir del 2025, està prevista la transició de la llengua kazakh a l'escriptura llatina. Els kazakhs a Turquia i als països occidentals utilitzen un alfabet basat en diferents escriptures llatines. Des de l'any 2000 s'introdueix l'escriptura directa, en llatí i ciríl·lic. Tura Zhazu Akhmet Baitursynuly utilitza un sistema de so, que està implementat per un centre privat i no governamental.
| Llatí (2021) | Àrab | Ciríl·lic | Traducció |
| --- | --- | --- | --- |
| Barlyq adamdar tumysynan azat jäne qadır-qasietı men qūqyqtary teñ bolyp düniege keledı. Adamdarğa aqyl-parasat, ar-ojdan berılgen, sondyqtan olar bır-bırımen tuystyq, bauyrmaldyq qarym-qatynas jasaulary tiıs. | بارلىق ادامدار تۋمىسىنان ازات جانە قادىر‐قاسىييەتى مەن كۇقىقتارى تەڭ بولىپ دۇنىييەگە كەلەدى. ادامدارعا اقىل‐پاراسات، ار‐وجدان بەرىلگەن، سوندىقتان ولار بىر‐بىرىمەن تۋىستىق، باۋىرمالدىق قارىم‐قاتىناس جاساۋلارى ٴتىيىس. | Барлық адамдар тумысынан азат және қадір-қасиеті мен құқықтары тең болып дүниеге келеді. Адамдарға ақыл-парасат, ар-ождан берілген, сондықтан олар бір-бірімен туыстық, бауырмалдық қарым-қатынас жасаулары тиіс. | Tots els éssers humans neixen lliures i iguals en dignitat i en drets. Són dotats de raó i de consciència, i han de comportar-se fraternalment els uns amb els altres. |